# Safia simplicior
Safia simplicior là một loài bướm đêm trong họ Noctuidae.